# Avče
Avče este o localitate din comuna Kanal ob Soči, Slovenia, cu o populație de 293 de locuitori.